# Panulirus marginatus
Panulirus marginatus là một loài tôm hùm gai trong họ Palinuridae đặc hữu quần đảo Hawaii. Loài này bị đánh bắt nhiều cho mục đích giải trí hoặc thương mại.